# Liste des planètes mineures non numérotées découvertes en août 2009
Pour un article plus général, voir Liste des planètes mineures non numérotées découvertes en 2009.
Pour un article plus général, voir Liste des planètes mineures.
Cet article dresse la liste des planètes mineures (astéroïdes, centaures, objets transneptuniens et assimilés) non numérotées découvertes en août 2009 dans l'ordre de leur découverte.
Au 15 janvier 2025, 661 077 des 1 434 993 planètes mineures répertoriées par le Centre des planètes mineures ne sont pas encore numérotées, soit 46,07 %.

## Rappel concernant la désignation provisoire
La désignation provisoire indique l'ordre de découverte de ces objets. En effet, cette désignation est composée de l'année de découverte (par exemple 2009) suivie de la quinzaine (demi-mois) de découverte (p.e. A = 1-15 janvier) puis de l'ordre de découverte dans cette quinzaine. Cet ordre est indiqué par une lettre et éventuellement un chiffre comme suit : A pour la première découverte, B pour la deuxième, ..., Z pour la 25e (le I n'est pas utilisé pour éviter la confusion avec 1), A1 pour la 26e, B1 pour la 27e, etc. , Z1 pour la 50e, A2 pour la 51e, B2 pour la 52e, etc. L'ordre de la numérotation ne suit donc pas l'ordre alphanumérique. 2009 AA1 suit ainsi 2009 AZ et précède 2009 AB1.

## Listes

### Du1erau 15 août 2009
- 2009 PC
- 2009 PD
- 2009 PG
- 2009 PH
- 2009 PJ
- 2009 PN
- 2009 PY
- 2009 PQ1
- 2009 PR1
- 2009 PU1
- 2009 PW1
- 2009 PZ1
- 2009 PT2
- 2009 PA3
- 2009 PC3
- 2009 PV3
- 2009 PW4
- 2009 PM5
- 2009 PR5
- 2009 PY5
- 2009 PM6
- 2009 PO6
- 2009 PP6
- 2009 PS6
- 2009 PW6
- 2009 PZ6
- 2009 PC7
- 2009 PP7
- 2009 PH9
- 2009 PP10
- 2009 PQ10
- 2009 PX11
- 2009 PO12
- 2009 PZ12
- 2009 PC13
- 2009 PX13
- 2009 PB14
- 2009 PC14
- 2009 PU14
- 2009 PO15
- 2009 PJ16
- 2009 PC17
- 2009 PV17
- 2009 PG18
- 2009 PH18
- 2009 PU18
- 2009 PX18
- 2009 PT19
- 2009 PX19
- 2009 PW20
- 2009 PC21
- 2009 PF22
- 2009 PL22
- 2009 PQ22
- 2009 PR22
- 2009 PU22
- 2009 PV22
- 2009 PW22
- 2009 PZ22
- 2009 PA23
- 2009 PC23
- 2009 PD23
- 2009 PF23
- 2009 PG23
- 2009 PH23
- 2009 PK23
- 2009 PO23
- 2009 PS23
- 2009 PU23
- 2009 PV23
- 2009 PX23
- 2009 PY23
- 2009 PZ23
- 2009 PB24
- 2009 PC24
- 2009 PD24
- 2009 PE24
- 2009 PF24
- 2009 PG24
- 2009 PH24
- 2009 PJ24
- 2009 PM24
- 2009 PN24
- 2009 PO24
- 2009 PP24
- 2009 PQ24
- 2009 PR24
- 2009 PS24
- 2009 PT24
- 2009 PU24
- 2009 PV24
- 2009 PW24
- 2009 PX24
- 2009 PY24
- 2009 PZ24
- 2009 PA25

### Du 16 au 31 août 2009
- 2009 QC
- 2009 QF
- 2009 QM
- 2009 QO
- 2009 QR
- 2009 QS
- 2009 QT
- 2009 QU
- 2009 QV
- 2009 QC1
- 2009 QJ1
- 2009 QW1
- 2009 QG2
- 2009 QH2
- 2009 QJ2
- 2009 QK2
- 2009 QL2
- 2009 QM2
- 2009 QQ2
- 2009 QZ2
- 2009 QF3
- 2009 QM3
- 2009 QN3
- 2009 QG5
- 2009 QK5
- 2009 QM5
- 2009 QN5
- 2009 QX5
- 2009 QH6
- 2009 QJ6
- 2009 QV6
- 2009 QY6
- 2009 QC7
- 2009 QH7
- 2009 QW7
- 2009 QK8
- 2009 QP8
- 2009 QQ8
- 2009 QR8
- 2009 QS8
- 2009 QC9
- 2009 QJ9
- 2009 QK9
- 2009 QX9
- 2009 QE10
- 2009 QG10
- 2009 QJ10
- 2009 QP10
- 2009 QZ10
- 2009 QJ11
- 2009 QK11
- 2009 QU11
- 2009 QV11
- 2009 QU12
- 2009 QY12
- 2009 QJ14
- 2009 QU14
- 2009 QX15
- 2009 QZ15
- 2009 QB16
- 2009 QF16
- 2009 QT17
- 2009 QU17
- 2009 QV17
- 2009 QW17
- 2009 QX17
- 2009 QM18
- 2009 QV19
- 2009 QD21
- 2009 QK22
- 2009 QV22
- 2009 QC23
- 2009 QU23
- 2009 QB24
- 2009 QS24
- 2009 QT24
- 2009 QA25
- 2009 QC25
- 2009 QZ25
- 2009 QD26
- 2009 QG26
- 2009 QH26
- 2009 QR26
- 2009 QG28
- 2009 QW28
- 2009 QY28
- 2009 QE29
- 2009 QM29
- 2009 QQ29
- 2009 QC30
- 2009 QL32
- 2009 QR32
- 2009 QG33
- 2009 QE34
- 2009 QF34
- 2009 QG34
- 2009 QH34
- 2009 QX34
- 2009 QZ34
- 2009 QA35
- 2009 QC35
- 2009 QG35
- 2009 QK35
- 2009 QY35
- 2009 QA36
- 2009 QC36
- 2009 QD36
- 2009 QG36
- 2009 QQ36
- 2009 QW36
- 2009 QA37
- 2009 QJ37
- 2009 QS37
- 2009 QD39
- 2009 QM39
- 2009 QN39
- 2009 QY39
- 2009 QA42
- 2009 QC42
- 2009 QF42
- 2009 QJ42
- 2009 QP43
- 2009 QS43
- 2009 QX43
- 2009 QY43
- 2009 QC44
- 2009 QH44
- 2009 QJ44
- 2009 QK44
- 2009 QX44
- 2009 QH46
- 2009 QO48
- 2009 QC49
- 2009 QK49
- 2009 QL49
- 2009 QS49
- 2009 QT49
- 2009 QX49
- 2009 QA50
- 2009 QW51
- 2009 QY51
- 2009 QN52
- 2009 QF53
- 2009 QJ53
- 2009 QD54
- 2009 QM54
- 2009 QO54
- 2009 QF55
- 2009 QP55
- 2009 QR55
- 2009 QV55
- 2009 QN56
- 2009 QW56
- 2009 QX56
- 2009 QG57
- 2009 QQ57
- 2009 QP58
- 2009 QH60
- 2009 QO60
- 2009 QB61
- 2009 QY61
- 2009 QF62
- 2009 QQ63
- 2009 QR63
- 2009 QT63
- 2009 QJ64
- 2009 QM64
- 2009 QP64
- 2009 QY64
- 2009 QS65
- 2009 QW65
- 2009 QH66
- 2009 QJ66
- 2009 QK66
- 2009 QR66
- 2009 QK67
- 2009 QP67
- 2009 QR67
- 2009 QS67
- 2009 QV67
- 2009 QD68
- 2009 QE68
- 2009 QK68
- 2009 QM68
- 2009 QN68
- 2009 QO68
- 2009 QQ68
- 2009 QR68
- 2009 QS68
- 2009 QT68
- 2009 QU68
- 2009 QV68
- 2009 QY68
- 2009 QZ68
- 2009 QA69
- 2009 QB69
- 2009 QC69
- 2009 QD69
- 2009 QK69
- 2009 QL69
- 2009 QQ69
- 2009 QR69
- 2009 QS69
- 2009 QU69
- 2009 QV69
- 2009 QW69
- 2009 QX69
- 2009 QY69
- 2009 QB70
- 2009 QC70
- 2009 QD70
- 2009 QE70
- 2009 QF70
- 2009 QJ70
- 2009 QL70
- 2009 QM70
- 2009 QN70
- 2009 QO70
- 2009 QP70
- 2009 QQ70
- 2009 QR70
- 2009 QS70
- 2009 QU70
- 2009 QV70
- 2009 QW70
- 2009 QX70
- 2009 QB71
- 2009 QC71
- 2009 QD71
- 2009 QM71
- 2009 QN71
- 2009 QO71
- 2009 QP71
- 2009 QQ71
- 2009 QV71
- 2009 QX71
- 2009 QY71
- 2009 QA72
- 2009 QD72
- 2009 QE72
- 2009 QG72
- 2009 QH72
- 2009 QK72
- 2009 QM72
- 2009 QP72
- 2009 QQ72
- 2009 QS72
- 2009 QU72
- 2009 QW72
- 2009 QX72
- 2009 QY72
- 2009 QZ72
- 2009 QH73
- 2009 QJ73
- 2009 QM73
- 2009 QR73
- 2009 QT73
- 2009 QY73
- 2009 QA74
- 2009 QB74
- 2009 QC74
- 2009 QD74
- 2009 QE74
- 2009 QF74
- 2009 QG74
- 2009 QH74
- 2009 QJ74
- 2009 QL74
- 2009 QM74
- 2009 QN74
- 2009 QO74
- 2009 QP74
- 2009 QQ74
- 2009 QR74
- 2009 QS74
- 2009 QT74
- 2009 QU74
- 2009 QV74
- 2009 QX74
- 2009 QC75
- 2009 QD75
- 2009 QE75
- 2009 QF75
- 2009 QG75
- 2009 QJ75
- 2009 QK75
- 2009 QM75
- 2009 QN75
- 2009 QP75
- 2009 QS75
- 2009 QT75
- 2009 QU75
- 2009 QV75
- 2009 QW75
- 2009 QY75
- 2009 QZ75
- 2009 QC76
- 2009 QD76
- 2009 QF76
- 2009 QG76
- 2009 QJ76
- 2009 QK76
- 2009 QM76
- 2009 QQ76
- 2009 QR76
- 2009 QS76
- 2009 QT76
- 2009 QW76
- 2009 QZ76
- 2009 QA77
- 2009 QB77
- 2009 QC77
- 2009 QE77
- 2009 QF77
- 2009 QG77
- 2009 QH77
- 2009 QJ77
- 2009 QK77
- 2009 QL77
- 2009 QN77
- 2009 QP77
- 2009 QS77
- 2009 QT77
- 2009 QU77
- 2009 QW77
- 2009 QZ77
- 2009 QA78
- 2009 QC78
- 2009 QD78
- 2009 QH78
- 2009 QJ78
- 2009 QK78
- 2009 QL78
- 2009 QN78
- 2009 QO78
- 2009 QQ78
- 2009 QS78
- 2009 QT78
- 2009 QU78
- 2009 QV78
- 2009 QW78
- 2009 QX78
- 2009 QY78
- 2009 QA79
- 2009 QB79
- 2009 QC79
- 2009 QD79
- 2009 QF79
- 2009 QG79
- 2009 QH79
- 2009 QM79
- 2009 QP79
- 2009 QR79
- 2009 QS79
- 2009 QT79
- 2009 QU79
- 2009 QV79
- 2009 QZ79
- 2009 QA80
- 2009 QB80
- 2009 QD80
- 2009 QE80
- 2009 QF80
- 2009 QG80
- 2009 QH80
- 2009 QJ80
- 2009 QL80
- 2009 QM80
- 2009 QN80
- 2009 QO80
- 2009 QP80
- 2009 QQ80
- 2009 QR80
- 2009 QS80
- 2009 QT80
- 2009 QU80
- 2009 QV80
- 2009 QW80
- 2009 QX80
- 2009 QY80
- 2009 QZ80
- 2009 QA81
- 2009 QB81
- 2009 QC81
- 2009 QE81
- 2009 QF81
- 2009 QG81
- 2009 QH81
- 2009 QJ81
- 2009 QK81
- 2009 QL81
- 2009 QM81
- 2009 QN81
- 2009 QO81
- 2009 QP81
- 2009 QQ81
- 2009 QR81
- 2009 QS81
- 2009 QT81
- 2009 QU81
- 2009 QW81
- 2009 QX81
- 2009 QZ81
- 2009 QA82
- 2009 QB82
- 2009 QD82
- 2009 QE82
- 2009 QF82
- 2009 QG82
- 2009 QH82
- 2009 QJ82
- 2009 QK82
- 2009 QL82
- 2009 QM82
- 2009 QN82
- 2009 QO82
- 2009 QP82
- 2009 QQ82
- 2009 QR82
- 2009 QS82
- 2009 QT82
- 2009 QU82
- 2009 QV82
- 2009 QW82
- 2009 QX82
- 2009 QY82
- 2009 QZ82
- 2009 QA83
- 2009 QC83
- 2009 QD83
- 2009 QE83
- 2009 QF83
- 2009 QG83
- 2009 QH83
- 2009 QJ83
- 2009 QK83
- 2009 QL83
- 2009 QM83
- 2009 QN83
- 2009 QP83
- 2009 QQ83
- 2009 QS83
- 2009 QT83
- 2009 QU83
- 2009 QV83